# Cité Perrin-Verneau
Pour les articles homonymes, voir Perrin et Verneau.
La cité Perrin-Verneau à Angers dans le Maine et Loire, est un ancien quartier, constitué d'immeubles démolis en 2015, et situé sur la rive droite de la Maine,dans l'actuel quartier des Hauts de Saint Aubin.

## Historique
Au début du 20e siècle, le plateau des Capucins est un espace rural configuré en bocage à vocation agricole et à l'habitat dispersé, sans réelle trace d'urbanisation. En 1900 cet espace est occupé par l'armée pour en faire un champ de manœuvre, un terrain d'aviation y est installé sur la partie nord du quartier en 1908 sur la commune d'Avrillé, et la caserne du quartier Langlois est construite à partir de 1911. 
Dans les années 1920, Ambroise Yzeux et Clovis Lebled, fondent en décembre 1924: « le Potager Angevin », société mutuelle immobilière de jardins ouvriers et lotissent 5 hectares de terrain répartis en 114 lots de 440 m2. À la sortie de la guerre en 1947, la caserne est renommée  « Verneau » en hommage à Jean-Edouard Verneau, polytechnicien et officier du génie, et grand résistant mort à Buchenwald.

## De l'émergence à la conception de la cité

### Contexte de création
Après 1945, Angers connaît une grave crise du logement. Beaucoup d’immeubles n’ont pas été entretenus, d’autres ont été touchés par les bombardements. à partir de 1952, la ville entreprend la construction de la cité expérimentale de relogement sur une surface de 2,2 hectares, en vue de reloger notamment les familles pauvres issues des quartiers subissant des opérations de rénovation (St Nicolas, St Michel, Port Ligny), mais aussi des travailleurs venus du milieu rural et plus tard les familles de travailleurs immigrés, notamment originaires du Maghreb, dans le cadre du regroupement familial. L'objectif majeur de la création de la cité était de réaliser une importante opération d'assainissement des principaux quartiers insalubres de la ville. 

### La construction
Le 28 mars 1952, le conseil municipal accepte d’acheter, « dans un but d’hygiène », les 2,23 hectares de terrain, moyennant le prix de 85 francs le m2 .
La construction s'effectue en plusieurs tranches, (1953-1954, 1958, 1963-1964, 1965-1969) Les travaux sont lancés le 10 septembre 1953 , et peu de temps après, une seconde tranche est envisagée en mars 1954, pour la construction de 140 nouveaux logements le long de la rue du Général Lizé.
Il s'agit d'un petit quartier densément construit sur le modèles des grands ensembles qui regroupera au total 26 bâtiments de trois à quatre niveaux pour près de 600 logements sociaux de type HLM.
Le centre d'accueil pour les gens du voyage du camp des Perrins, est situé à proximité.

## De la fin de la construction à aujourd’hui

### Un quartier enclavé et populaire
Loin du centre ville, il reste très mal desservi et excentré jusqu'à la création du pont Jean Moulin en 1989 qui permettra le désenclavement. 
Peu équipé, et concentrant des populations économiquement précaires, avec un taux de chômage élevé et des populations dépendantes d'allocations, composé majoritairement de classes ouvrières, le quartier voit sa démographie diminuer au cours des années 1970, 80 et 90. 

### L'opération de renouvellement urbain de la cité
La mise en service du pont Jean Moulin, le passage de l'autoroute, l'arrêt de l'activité de l'aérodrome d'Avrillé, et l'arrivée d'une ligne de tramway, ont permis à la ville d'Angers de lancer une vaste opération de renouvellement urbain dans ce secteur qui modifie en profondeur l'image et l'aspect de l'ancienne cité Verneau. En 2007, un travail de mémoire a été mené avec les habitants sur le quartier par l'association des Capucins. Le Projet de Rénovation Urbaine de la cité Verneau a été initié à la suite d'un schéma directeur d'aménagement élaboré en 2010. Le schéma directeur a  été orienté dans l’optique de faciliter l’intégration du nouveau Verneau au sein des opérations d'aménagement existantes du plateau des Capucins et du plateau de la Mayenne. Le schéma directeur a été adopté par un comité de pilotage des élus municipaux en mai 2011. La mise en place du projet comprenait également un volet social, visant à mettre en place une politique permettant d’assurer le relogement et l'accompagnement des habitants de la cité. L'ancienne cité a été démolie en 2015 et celle ci est désormais insérée dans le nouveau quartier des Hauts-de-Saints-Aubin.